# Rollinia
Rollinia é um género botânico pertencente à família Annonaceae.

## Espécies
- Rollinia amazonica R. E. Fr.
- Rollinia andicola Maas & Westra
- Rollinia bahiensis Maas & Westra
- Rollinia boliviana R. E. Fr.
- Rollinia calcarata R. E. Fr.
- Rollinia cuspidata Mart.
- Rollinia centrantha R. E. Fr.
- Rollinia chrysocarpa Maas & Westra
- Annona cordifolia (Szyszyl.) R. E. Fr.
- Rollinia cuspidata Mart.
- Rollinia danforthii Standl.
- Rollinia dolabripetala (Raddi) R. E. Fr.
- Rollinia dolichopetala R. E. Fr.
- Rollinia ecuadorensis R. E. Fr.
- Rollinia edulis Triana & Planch.
- Rollinia emarginata Schltdl.: araticum-mirim, araticum-da-praia
- Rollinia exsucca (DC.) A. DC.
- Rollinia fendleri R. E. Fr.
- Rollinia ferruginea (R. E. Fr.) Maas & Westra
- Rollinia fosteri Maas & Westra
- Rollinia glomerulifera Maas & Westra
- Rollinia helosioides Maas & Westra
- Rollinia herzogii R. E. Fr.
- Rollinia hispida Maas & Westra
- Rollinia insignis R. E. Fr.
- Rollinia laurifolia Schltdl.
- Rollinia leptopetala R. E. Fr.
- Rollinia mammifera Maas & Westra
- Rollinia maritima Záchia
- Rollinia membranacea Triana & Planch.
- Rollinia mucosa (Jacq.) Baill.: biribá, araticum, fruta-do-conde, fruta-da-condessa, condessa, ariticum, graviola-brava
- Rollinia pachyantha Maas & Westra
- Rollinia parviflora A. St.-Hil.
- Rollinia peruviana Diels
- Rollinia pickelii Diels
- Rollinia pittieri Saff.
- Annona poeppigii (Mart.) Maas & Westra
- Rollinia rufinervis Triana & Planch.
- Rollinia rugulosa Schltdl.
- Rollinia salicifolia Schltdl.: cortiça, cortiça-lisa.
- Rollinia schunkei Maas & Westra
- Rollinia sericea (R. E. Fr.) R. E. Fr.: cortiça, araticum-pecanine, pinha-da-mata, cortiça-ouriça, curtição, araticum
- Rollinia sylvatica (A. St.-Hil.) Mart.: araticum-do-mato, embira, cortiça, embira-de-araticum, cortiça-amarela, araticum-cagão-macho, araticum-do-morro, araticum-grande, pasmada-do-mato
- Rollinia ubatubensis Maas & Westra
- Rollinia ulei Diels
- Rollinia velutina van Marle
- Rollinia viridis Bertoni (nome aceito provisoriamente)
- Rollinia xylopiifolia (A. St.-Hil. & Tul.) R. E. Fr.
- Rollinia williamsii Rusby ex R. E. Fr.